# ضريح فلاديمير لينين
ضريح فلاديمير لينين (بالروسية: Мавзоле́й Ле́нина) وهو الضريح الذي يرقد فيه جسد لينين المحنط منذ وفاته عام 1924 حتى الآن، تم نقله إلى عدة أماكن خلال الحرب العالمية الثانية ضمانا لسلامته، يقع الضريح وسط موسكو في الساحة الحمراء، الضريح مشيد بهياكل الكرانيت الضخم ومصممه هو اليكسي شتشوسيف قام بتصميمه على نمط الأضرحة التقليدية القديمة، في البداية رفض البعض رقود لينين في هذا الضريح وأرادوا دفنه في سانت بطرسبرغ بجانب قبر والدته لكن البلاشفة رفضوا ذلك وقرروا تحنيط الجثمان ووضعه في الضريح حتى يبقى مزارا لكل المؤمنين بفكر لينين ونضاله.

## تاريخ الضريح

### وفاة لينين
توفي لينين في 21 يناير 1924 وبعد وفاته بيومين اهتم المهندس المعماري اليكسي شتشوسيف ببناء الضريح مع الهيكل المناسب وتم تشييد الضريح بهيكل خشبي واصبح الضريح جاهز في يوم 27 يناير وفي ذلك اليوم تم وضع جثمان لينين في الضريح وقد زاره في أول ستة اسابيع أكثر من 100 الف شخص من كل انحاء الاتحاد السوفيتي، وبعد سنة تم توسيع الضريح من قبل المهندس المعماري كونستانتين ميلنيكوف. وفي عام 1973 صمم النحات «نيقولاي تومسكي» تابوت جديد. في 26 يناير 1924، أصدر رئيس «حامية موسكو» أمرا بوضع «حرس الشرف» في الضريح. لكن بعد أحداث الأزمة الروسية لعام 1993، تم إخراج حرس الشرف من الضريح ونقلوا إلى نصب الجندي المجهول.
وفي اثناء الحرب العالمية الثانية تم نقل جثمان لينين إلى سيبيريا خوفا من احتلال النازيين لموسكو وتدميرهم للضريح لكن بعد الحرب تم إعادة الجثمان إلى الضريح في موسكو وفي عام 1947 خضع الضريح لاعمال تجديد وشيدت هياكلة بالكرانيت بدل الخشب.
أكثر من 10 ملايين شخص قام بزيارة ضريح لينين بين الاعوام 1924 - 1972.
وبعد وفاة ستالين تم تحنيطة ورقد بجانب لينين في نفس الضريح لكن في عام 1961 خلال حملة معاداة الستالينية التي شنها الزعيم السوفيتي نيكيتا خروتشوف فتم ازاحة ستالين من الضريح وتم دفنه بمقبرة جدار الكرملين وهي المقبرة التي يدفن فيها الزعماء والمسؤلين والعسكريين السوفيت.

### المحافظة على الجسد
أحد المشاكل الرئيسية التي واجهت المختصين هي كيفية المحافظة على جسد لينين، حيث كان الجثمان بين فترة واخرى يصبح شاحبا فضلا عن ظهور العديد من المشاكل الأخرى لكن الخبراء استخدموا المطهرات وبيروكسيد الهيدروجين في استعادة التلوين الأصلي للانسجة، وفي فترة الاتحاد السوفيتي كانت الحكومة هي التي تقدم الدعم المالي في تطوير الضريح والمحافظة على الجسد لكن بعد تفكك الاتحاد السوفيتي عام 1991 قطعت الحكومة دعمها المالي واصبح الحزب الشيوعي الروسي هو الذي يمد الضريح بالاموال.

## ضريح لينين حاليا

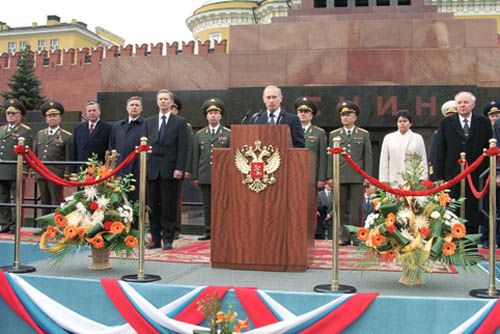
بوتين وهو يلقي أحد الخطب مقابل ضريح لينين

الضريح مفتوح يوميا من الساعة 00 :10 حتى 00 :13 باستثناء أيام العطل في الاثنين والجمعة. يتميز الضريح بكثرة الزوار من الروس أو من السياح الاجانب الزيارة مجانية لكن يمنع منعا باتا ادخال الكاميرات أو الات تسجيل الصوت حيث مطلوب من الزائرين ان يظهروا الاحترام فيمنع التصوير الفوتوغرافي أو التدخين، ومنذ عام 1991 تصاعد الجدل حول ازالة الضريح ودفن لينين في عهد الرئيس الروسي بوريس يلتسين بدعم من الكنيسة الأرثوذكسية الروسية حيث يصر رجال الدين على دفن لينين ويعتبرون ان بقاة في الضريح هو عدم احترام له خصوصا ان الساحة الحمراء تغص بالاحتفالات الصاخبة طوال السنة وهذا يمثل انتهاك لحرمة الميت على حد تعبيرهم؛ فيناشدون بدفنه إلى جوار والدته ماريا الكسندوروفنا في مقبرة فولكوف في سانت بطرسبرغ وفي يناير 2011 قام حزب روسيا المتحدة (الحزب الحاكم) بانشاء موقع على الإنترنت يمكن للزائرين التصويت عليه حول دفن لينين ام لا، وقد صوت 50.79% بالمئة الناخبين ضد دفنه. لذلك تم إلغاء فكرة دفن لينين في الوقت الحالي خصوصا بعد تصريحات الرئيس الروسي فلاديمير بوتين الذي رفض ان يدفن لينين باعتباره جزء من التاريخ الروسي وان مسألة دفنه ستثير غضبا وجدلا في روسيا. شهد الضريح العديد من التغيرات منذ سقوط الاتحاد السوفيتي ومن أهم التغيرات الملحوظة هو إنشاء بوابات للسلم المؤدي إلى شرفة الضريح التي كان الزعماء السوفييت يلقون خطاباتهم من خلالها، فضلا عن إنشاء مصعد يؤدي أيضا إلى الشرفة لكن المسؤلين قامو بإلغاء المصعد في عام 2013 في محاولة لارجاع الشكل القديم للضريح والذي تعود علية الزوار، كما ان ضريح لينين مدرج ضمن قائمة التراث العالمية لليونسكو باعتبارة جزء من الساحة الحمراء.

### روابط اضافية
- جدل بشأن مصير الجثمان المحنط لفلاديمير لينين زعيم الثورة الاشتراكية الروسية
- أسرار ضريح لينين
- فتح أبواب ضريح لينين في موسكو من جديد أمام الزوّار